# یوچدز
یوچدز (به لاتین: Uchodze) یک روستا در لهستان است که در Gmina Lubień Kujawski واقع شده‌است.